# Eupogonius infimus
Eupogonius infimus es una especie de escarabajo longicornio del género Eupogonius, tribu Desmiphorini, subfamilia Lamiinae. Fue descrita científicamente por Thomson en 1868.

## Descripción
Mide 5-7 milímetros de longitud.

## Distribución
Se distribuye por Belice, Costa Rica, Guatemala, Honduras, México, Nicaragua, Panamá y Venezuela.